# Denner (football)
Pour les articles homonymes, voir Denner.
Denner Alves Evangelista Pereira dit Denner, né le 25 février 2008 à São Paulo au Brésil, est un footballeur brésilien qui évolue au poste d'arrière gauche au SC Corinthians.

## Biographie

### En club
Né à São Paulo dans l'état d'Espírito Santo au Brésil, Kauã Prates est formé par le SC Corinthians. Il commence l'année 2024 avec l'équipe des moins de 17 ans du club et s'y impose. Impressionnant par ses prestations, il est surclasser avec les moins de 20 ans au cours de cette même année alors que plusieurs clubs européens suivent sa progression. Le 21 avril 2024 il signe son premier contrat professionnel avec son club formateur.
En janvier 2025, le SC Corinthians conclu un accord de transfert avec le Chelsea FC. Le brésilien de 16 ans doit rejoindre officiellement le club londonien à ses 18 ans, en 2026,.

### En sélection
Avec l'équipe du Brésil des moins de 17 ans il dispute le championnat sud-américain des moins de 17 ans en 2025. Il participe au sacre de son équipe, qui s'impose en finale contre la Colombie après une séance de tirs au but.

## Vie privée
Denner est le cousin de Gabriel, lui aussi footballeur et évoluant au poste de défenseur central.

## Palmarès

### Sélection
Brésil moins de 17 ans
- championnat sud-américain des moins de 17 ans
  - Vainqueur : 2025